# Agoraea minuta
Agoraea minuta är en fjärilsart som beskrevs av William Schaus 1892. Agoraea minuta ingår i släktet Agoraea och familjen björnspinnare. Inga underarter finns listade i Catalogue of Life.